# Miroslav Noga
Miroslav (Miro) Noga (ur. 25 października 1959 w Bratysławie) – słowacki aktor i piosenkarz. Prowadzi programy polityczno-satyryczne w telewizji i radiu.
W latach 1980–1984 studiował aktorstwo w Wyższej Szkole Sztuk Scenicznych (VŠMU) w Bratysławie, w okresie od 1987 do 1990 był związany z bratysławskim teatrem Nová scéna, a w 1990 r. został członkiem teatru Astorka Korzo ’90. W trakcie studiów w VŠMU znalazł się wśród współzałożycieli grupy kabaretowej Strapatí gentlemani (Fujarová show, Rýchlokurz geniality, Show mix). Wraz ze Štefanem Skrúcanym wydał cztery albumy muzyczne (Keby som bol detským kráľom, Bomba kšeft, Molotov koktejl, No Problem). W 1997 roku wydał album solowy Hra na telo.